# Marsdenia weddellii
Marsdenia weddellii är en oleanderväxtart som först beskrevs av Fourn., och fick sitt nu gällande namn av Gustaf Oskar Andersson Malme. Marsdenia weddellii ingår i släktet Marsdenia och familjen oleanderväxter. Inga underarter finns listade i Catalogue of Life.